# Khalil Abi-Nader
Khalil Abi-Nader (ur. 6 grudnia 1921 w Mtein, zm. 14 czerwca 2009) – libański duchowny maronicki, w latach 1986-1996 archieparcha Bejrutu.

## Życiorys
Urodził się 6 grudnia 1921 w Mtein w Libanie.
Święcenia kapłańskie otrzymał 29 czerwca 1947. 4 kwietnia 1986 został mianowany archieparchą Bejrutu. Sakry udzielił mu 18 maja 1986 patriarcha Nasr Allah Butrus Sufajr. 8 czerwca 1996 przeszedł na emeryturę 
Zmarł 13 czerwca 2009 w wieku 87 lat.